# 矢部
矢部（）は、漢字を部首により分類したグループの一つ。
康熙字典214部首では111番目に置かれる（5画の17番目、午集の17番目）。

## 概要
「矢」字は弓や弩に用いられる矢を意味し、その鏃と箆、羽根の形に象る。
「箭」字と区別するとき、「矢」は木製、「箭」は竹製であったという。現代中国語では主として「箭」のみが使われている。
偏旁の意符としては矢に関することを示すほか、矢が長さの尺度として用いられたとして長さや直っすぐに関することを示す。

## 部首の通称
- 日本：や・やへん
- 中国：矢字旁
- 韓国：화살시부（hwasal si bu、やの矢部）
- 英米：Radical arrow

## 部首字

甲骨文
金文
大篆
小篆

矢
- 中古音
  - 広韻 - 式視切、旨韻、上声
  - 詩韻 - 紙韻、上声
  - 三十六字母 - 審母三等
- 現代音
  - 普通話 - ピンイン：shǐ 注音：ㄕˇ ウェード式：shih3
  - 広東語 - Jyutping:ci2 イェール式:chi2
- 日本語 - 音：シ（漢音・呉音） 訓：や
- 朝鮮語 - 音：시(si) 訓：화살（hwasal、矢）

- 甲骨文
- 金文
- 大篆
- 小篆

## 例字
- 矢
- 2:矣、3:知、5:矩、7:短、8:矮、9:䂕、12:矯、15:矲、18:𥐓